# Artur Boruc
Artur Boruc (phát âm tiếng Ba Lan: [ˈartur ˈbɔrut͡s]; sinh ngày 20 tháng 2 năm 1980) là một cựu cầu thủ bóng đá chuyên nghiệp người Ba Lan từng thi đấu ở vị trí thủ môn.
Anh khởi nghiệp chơi bóng tại giải hạng ba của Ba Lan trong màu áo câu lạc bộ quê nhà Pogoń Siedlce. Anh đầu quân cho câu lạc bộ Legia Warsaw của Ekstraklasa vào năm 1999 và ngồi trên ghế dự bị, rồi bị đem cho mượn tới Dolcan Ząbki vào năm 2000. Boruc dần chiếm được suất bắt chính trên đội một của Legia vào năm 2002 và đến 2003 thì trở thành lựa chọn số một trong khung gỗ của đội. Mùa hè năm 2005, anh gia nhập câu lạc bộ Celtic của giải ngoại hạng Scotland. Trong 5 năm thi đấu tại Glasgow, Boruc có 221 lần ra sân cho câu lạc bộ, giành chức vô địch quốc gia 3 lần, Scottish Cup một lần và Scottish League Cup hai lần. Các cổ động viên Celtic đặt biệt danh cho Boruc là 'The Holy Goalie' bởi anh sùng đạo Công giáo. Anh chuyển tới Ý vào năm 2010 để chơi bóng cho Fiorentina, dành 2 năm thi đấu tại câu lạc bộ của Serie A rồi chuyển đến Anh vào năm 2012 để ký hợp đồng với câu lạc bộ Southampton của giải Ngoại hạng Anh, rồi chọn Bournemouth làm điểm đến vào năm 2015 sau một mùa bóng cho mượn.
Boruc có trận ra mắt tuyển Ba Lan gặp Cộng hòa Ireland vào tháng 4 năm 2004 và thường xuyên thi đấu cho  tuyển Ba Lan với 65 lần khoác áo. Anh đã đại diện thi đấu cho đội tuyển tại Giải vô địch bóng đá thế giới 2006, Giải vô địch bóng đá châu Âu 2008 và Giải vô địch bóng đá châu Âu 2016. Tháng 11 năm 2017, Boruc giã từ sự nghiệp thi đấu quốc tế.

## Sự nghiệp cấp câu lạc bộ

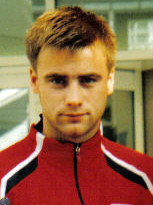
Artur Boruc năm 2007.

### Pogoń Siedlce
Sinh ra tại Siedlce, Boruc khởi nghiệp chơi bóng vào năm 1998 tại Pogoń Siedlce, đội bóng quê nhà của anh.

### Legia Warsaw
Mùa kế tiếp, Boruc gia nhập Legia Warsaw, anh lúc đầu chơi ở đội dự bị cũng như bị đem cho mượn vào năm 2000 trong nửa mùa giải tới Dolcan Ząbki.
Ngày 8 tháng 3 năm 2002, Boruc chơi trận đầu tiên cho Legia khi anh vào sân thay người trong trận hòa 2–2 với Pogoń Szczecin. Đây là sự thay đổi người bất đắc dĩ do thủ môn bắt chính người Bulgary, Radostin Stanev gặp chấn thương. Boruc thi đấu 4 trận kế tiếp của Legia và giữ sạch lưới trong các trận gặp Wisła Kraków và Odra Wodzisław, mặc dù Stanev đã lấy lại vị trí trong khung gỗ sau khi hồi phục chấn thương để thi đấu các trận còn lại của mùa giải. Legia tiếp tục vô địch danh hiệu Ekstraklasa, lần đầu tiên sau 7 năm.

## Thống kê sự nghiệp

### Cấp câu lạc bộ
| Câu lạc bộ             | Mùa                | Giải                    | Giải    | Giải      | Cúp     | Cúp       | Cúp liên đoàn | Cúp liên đoàn | Cúp châu Âu | Cúp châu Âu | Tổng cộng | Tổng cộng | Chú thích     |
| Câu lạc bộ             | Mùa                | Hạng đấu                | Số trận | Bàn thắng | Số trận | Bàn thắng | Số trận       | Bàn thắng     | Số trận     | Bàn thắng   | Số trận   | Bàn thắng | Chú thích     |
| ---------------------- | ------------------ | ----------------------- | ------- | --------- | ------- | --------- | ------------- | ------------- | ----------- | ----------- | --------- | --------- | ------------- |
| Legia Warsaw           | 2000–01            | Ekstraklasa             | 0       | 0         | 0       | 0         | 0             | 0             | —           | —           | 0         | 0         | —             |
| Legia Warsaw           | 2001–02            | Ekstraklasa             | 5       | 0         | 0       | 0         | 1             | 0             | 0           | 0           | 6         | 0         | [ 11 ]        |
| Legia Warsaw           | 2002–03            | Ekstraklasa             | 12      | 0         | 0       | 0         | —             | —             | 0           | 0           | 12        | 0         | [ 12 ]        |
| Legia Warsaw           | 2003–04            | Ekstraklasa             | 26      | 1         | 4       | 0         | —             | —             | —           | —           | 30        | 1         | [ 13 ]        |
| Legia Warsaw           | 2004–05            | Ekstraklasa             | 26      | 0         | 10      | 0         | —             | —             | 4           | 0           | 40        | 0         | [ 14 ]        |
| Legia Warsaw           | Tổng cộng          | Tổng cộng               | 69      | 1         | 14      | 0         | 1             | 0             | 4           | 0           | 88        | 1         | –             |
| Celtic                 | 2005–06            | Scottish Premier League | 34      | 0         | 1       | 0         | 4             | 0             | 1           | 0           | 40        | 0         | [ 15 ] [ 16 ] |
| Celtic                 | 2006–07            | Scottish Premier League | 36      | 0         | 5       | 0         | 2             | 0             | 8           | 0           | 51        | 0         | [ 17 ]        |
| Celtic                 | 2007–08            | Scottish Premier League | 30      | 0         | 4       | 0         | 2             | 0             | 9           | 0           | 45        | 0         | [ 18 ]        |
| Celtic                 | 2008–09            | Scottish Premier League | 34      | 0         | 3       | 0         | 4             | 0             | 6           | 0           | 47        | 0         | [ 19 ]        |
| Celtic                 | 2009–10            | Scottish Premier League | 28      | 0         | 2       | 0         | 0             | 0             | 8           | 0           | 38        | 0         | [ 20 ]        |
| Celtic                 | Tổng cộng          | Tổng cộng               | 162     | 0         | 15      | 0         | 12            | 0             | 32          | 0           | 221       | 0         | –             |
| Fiorentina             | 2010–11            | Serie A                 | 26      | 0         | 1       | 0         | —             | —             | —           | —           | 27        | 0         | [ 21 ]        |
| Fiorentina             | 2011–12            | Serie A                 | 36      | 0         | 1       | 0         | —             | —             | —           | —           | 37        | 0         | [ 22 ]        |
| Fiorentina             | Tổng cộng          | Tổng cộng               | 62      | 0         | 2       | 0         | 0             | 0             | 0           | 0           | 64        | 0         | –             |
| Southampton            | 2012–13            | Premier League          | 20      | 0         | 1       | 0         | 0             | 0             | —           | —           | 21        | 0         | [ 23 ]        |
| Southampton            | 2013–14            | Premier League          | 29      | 0         | 0       | 0         | 0             | 0             | —           | —           | 29        | 0         | [ 24 ]        |
| Southampton            | Tổng cộng          | Tổng cộng               | 49      | 0         | 1       | 0         | 0             | 0             | 0           | 0           | 50        | 0         | –             |
| AFC Bournemouth (mượn) | 2014–15            | EFL Championship        | 37      | 0         | 0       | 0         | 2             | 0             | —           | —           | 39        | 0         | [ 25 ]        |
| AFC Bournemouth        | 2015–16            | Premier League          | 32      | 0         | 0       | 0         | 0             | 0             | —           | —           | 32        | 0         | [ 26 ]        |
| AFC Bournemouth        | 2016–17            | Premier League          | 35      | 0         | 0       | 0         | 0             | 0             | —           | —           | 35        | 0         | [ 27 ]        |
| AFC Bournemouth        | 2017–18            | Premier League          | 0       | 0         | 2       | 0         | 4             | 0             | —           | —           | 6         | 0         | [ 28 ]        |
| AFC Bournemouth        | 2018–19            | Premier League          | 12      | 0         | 1       | 0         | 4             | 0             | —           | —           | 17        | 0         | [ 29 ]        |
| AFC Bournemouth        | 2019–20            | Premier League          | 0       | 0         | 0       | 0         | 0             | 0             | —           | —           | 0         | 0         | [ 30 ]        |
| AFC Bournemouth        | Tổng cộng          | Tổng cộng               | 116     | 0         | 3       | 0         | 10            | 0             | 0           | 0           | 129       | 0         | –             |
| Legia Warsaw           | 2020–21            | Ekstraklasa             | 25      | 0         | 1       | 0         | —             | —             | 4           | 0           | 30        | 0         | [ 31 ]        |
| Legia Warsaw           | 2021–22            | Ekstraklasa             | 11      | 0         | 0       | 0         | —             | —             | 9           | 0           | 20        | 0         | [ 32 ]        |
| Legia Warsaw           | Tổng cộng          | Tổng cộng               | 38      | 0         | 1       | 0         | —             | —             | 13          | 0           | 50        | 0         | -             |
| Tổng kết sự nghiệp     | Tổng kết sự nghiệp | Tổng kết sự nghiệp      | 496     | 1         | 36      | 0         | 23            | 0             | 49          | 0           | 604       | 1         | –             |

### Tuyển quốc gia
| Tuyển quốc gia | Năm       | Số trận | Bàn thắng |
| -------------- | --------- | ------- | --------- |
| Ba Lan         | 2004      | 4       | 0         |
| Ba Lan         | 2005      | 9       | 0         |
| Ba Lan         | 2006      | 8       | 0         |
| Ba Lan         | 2007      | 10      | 0         |
| Ba Lan         | 2008      | 8       | 0         |
| Ba Lan         | 2009      | 5       | 0         |
| Ba Lan         | 2010      | 2       | 0         |
| Ba Lan         | 2013      | 10      | 0         |
| Ba Lan         | 2014      | 3       | 0         |
| Ba Lan         | 2015      | 2       | 0         |
| Ba Lan         | 2016      | 3       | 0         |
| Ba Lan         | 2017      | 1       | 0         |
| Tổng cộng      | Tổng cộng | 65      | 0         |

## Danh hiệu
Legia Warsaw
- Ekstraklasa: 2001–02, 2020–21[33]
- Cúp Ekstraklasa: 2001–02

Celtic
- Ngoại hạng Scotland: 2005–06,[34] 2006–07,[35] 2007–08[36]
- Scottish Cup: 2006–07[37]
- Scottish League Cup: 2005–06,[38] 2008–09[39]

AFC Bournemouth
- Football League Championship: 2014–15[40]

Cá nhân
- Đội hình Scotland tiêu biểu trong năm của PFA: Ngoại hạng Scotland 2006–07, Ngoại hạng Scotland 2007–08
- Cầu thủ hay nhất mùa của AFC Bournemouth do cổ động viên bình chọn: 2016–17[41]